# 田汨
田汨，中国作曲家、音乐制作人。

## 生平
上海音乐学院教师。萨顶顶《万物生》专辑制作人、霍尊演唱《卷珠帘》制作人、音乐剧《阿拉木汗的传奇》作曲人。